# Burrito Martínez
Juan Manuel Martínez (Viedma, 25 de octubre de 1985), más conocido como el Burrito Martínez, es un futbolista argentino. Juega como extremo derecho en el Club de Lyon, de la National Independent Soccer Association (NISA).

## Biografía
Tanto su padre, Carlos Alberto, como su abuelo y su tío, ambos de nombre Joaquín Martínez, y otro tío, César Augusto Laraignée, fueron futbolistas profesionales de River Plate, cuando el joven Martínez aún pertenecía a la novena división de su primer club, Vélez Sarsfield. Su hermano, Nicolás Martínez, también es futbolista profesional, militando en Western Sydney Wanderers.
Su apodo lo recibió por su forma de jugar, parecida a la del exfutbolista argentino Ariel Ortega.

## Trayectoria

### Vélez Sarsfield
Debutó en Primera División con el equipo de Liniers en la temporada 2003 siendo utilizado en algunos encuentros. Pese a permanecer en la institución hasta el año 2005 y ser uno de los campeones del Clausura 2005, Juan Manuel no era muy tenido en cuenta por el entrenador de esa época Miguel Ángel Russo; por tal motivo Vélez decide ceder la ficha del jugador al club Argentinos Juniors.

### Argentinos Juniors
En el equipo de la Paternal logra tener más minutos en cancha y destacarse en varios encuentros, al presentarse como titular más seguido, lo que le valió su vuelta a Vélez Sarsfield para el Apertura 2006, ya que no existía la opción de compra para Argentinos Juniors.

### Cúcuta Deportivo
En el 2007, el exfutbolista colombiano y ahora empresario de jugadores Mauricio Serna decidió llevarlo en calidad de préstamo y sin opción de compra al Cúcuta Deportivo, donde fue inscrito para jugar con el club «Motilón» en la Copa Libertadores 2007.
Al inicio de la temporada, Martínez no comenzó siendo titular en el plantel Cúcuteño, pero se dio a conocer prácticamente al país futbolístico en un encuentro de la Copa Libertadores 2007 en la ciudad brasileña de Porto Alegre cuando el Cúcuta Deportivo sacó un empate a cero ante el local Grêmio el día 27 de febrero de 2007 donde demostró su habilidad y su buen criterio con la pelota.
Anotó su primer gol oficial con el Cúcuta el 24 de abril de 2007 en otro encuentro de Libertadores de visitante frente al Deportes Tolima de Colombia en un partido que le dio la clasificación a octavos de final al onceno de la frontera. Su mejor encuentro fue el 3 de mayo de 2007 por la Ida de octavos de final de la Copa en el estadio General Santander de Cúcuta, donde el «Burrito» anotó tres de los cinco goles con los que el conjunto local goleó al Toluca de México 5-1 en una actuación histórica para el Fútbol colombiano en el máximo torneo continental.

### Al-Shabab
Posteriormente pasa en calidad de préstamo al club Saudita Al-Shabab donde ganan Copa del Rey, y nuevamente regresa en 2008 a Vélez Sarsfield.

### Vélez Sarsfield
El 15 de agosto de 2008 tiene su vuelta a Vélez Sarsfield en la caída 4-1 contra Argentinos Juniors entra a los 55 min. en reemplazo de Santiago Silva. El 30 de agosto convierte su primer gol desde su vuelta, fue en la fecha 4 contra Godoy Cruz en el minuto 85 de juego. Disputó varios partidos en el Clausura 2009, el cual se corona nuevamente campeón en el fútbol argentino. En ese certamen se lo recuerda como uno de los goleadores que permitió la remontada de su equipo frente a Colón en Santa Fe por 4:2, luego de ir perdiendo 0:2 en el primer tiempo.
Disputando el Apertura 2010 se consolida goleador del torneo Apertura 2010 con 10 goles.
En el Clausura 2011 logra salir campeón con el conjunto de Liniers siendo parte fundamental del equipo junto a Ricardo Álvarez, Maxi Moralez y Augusto Fernández entre otros.

### Corinthians
En julio de 2012, deja Vélez Sarsfield, para incorporarse al Sport Club Corinthians Paulista de Brasil quien le compra el 50 % de su pase en una cifra cercana a los U$S 3 millones. Marcó su primer gol en el elenco paulista ante el Santos en la derrota por 3-2 de su equipo, anotando el 1 a 1 parcial. El 16 de diciembre de 2012 se consagró junto al resto de sus compañeros campeón del Mundial de Clubes 2012 tras derrotar al Chelsea por 1 a 0. Tras la llegada del Alexandre Pato al club brasileño y teniendo en cuenta que el burrito no tenía muchos minutos en el Corinthians era muy difícil tener la titularidad ya que tenía que pelear su puesto con Emerson y Pato.

### Boca Juniors
El 8 de enero de 2013 Corinthians aceptó la oferta de Boca Juniors por 3,2 millones de dólares por el cincuenta por ciento del pase de Martínez. Finalizada la operación el club brasileño se quedó con un veinticinco por ciento del pase del delantero y el propio jugador retuvo el otro veinticinco por ciento en su poder. Marcó su primer gol el 27 de febrero, en la fecha 2 de la fase de grupos de la Copa Libertadores 2013 ante el Barcelona de Ecuador. El 18 de mayo de 2013 convierte un gol en la victoria de Boca Juniors 1-0 ante Colón, fue un gran jugada de Lautaro Acosta desbordando y tirando el centro para el gol de cabeza del «El Burrito», Boca Juniors venía de 12 fechas sin poder ganar por el Torneo Final.

### Vélez Sarsfield
Después de varias idas y vueltas y algunos entredichos con el presidente del club Raúl Gámez[20], el 30 de enero de 2017 se oficializó su vuelta al club de Liniers por 18 meses[21]. El Burrito no pudo ganarse la titularidad en el once titular y disputó 12 partidos en el Campeonato de Primera División 2016-17 marcando solamente un gol. Como no obtuvo la continuidad que esperaba, luego de seis meses rescindió su contrato con Vélez.
Club|Arsenal]] o en la MLS, Martínez terminó arreglando con el Club Atlético Independiente.

### Selección nacional
El 24 de enero de 2011 Juan Manuel Martínez fue convocado por Sergio Batista para enfrentar a la selección de fútbol de Portugal el 9 de febrero en Ginebra, Suiza, incluyéndolo en una lista de total de 22. El Burrito ingresó a los 82 minutos del encuentro y 7 minutos más tarde, tras una buena combinación con Pablo Zabaleta, recibió una falta en el área portuguesa; logrando un penal, ejecutado por Lionel Messi, que desempató el partido finalizando un 2-1. Vuelve a ser convocado en los amistosos contra Brasil en septiembre de ese mismo año.
El año siguiente nuevamente fue convocado para la Selección Argentina donde logró convertir su primer gol en la selección en un partido ante Brasil.
En 2023 informó que se iría del país si ganaba Massa. 
| 1     | 9 de febrero de 2011     | Stade de Genève, Ginebra, Suiza       | Portugal  | 1-2 | Argentina |   | Amistoso                     |
| 2     | 14 de septiembre de 2011 | Estadio Kempes, Córdoba, Argentina    | Argentina | 0-0 | Brasil    |   | Superclásico de las Américas |
| 3     | 19 de septiembre de 2012 | Serra Dourada, Goiânia, Brasil        | Brasil    | 2-1 | Argentina |   | Superclásico de las Américas |
| 4     | 21 de noviembre de 2012  | La Bombonera, Buenos Aires, Argentina | Argentina | 2-1 | Brasil    |   | Superclásico de las Américas |
| Total |                          | Presencias                            | 4         |     | Goles     | 1 | ----                         |

## Estadísticas

### Clubes
- Actualizado hasta fin de carrera deportiva.

| Club | Div.                | Temporada           | Liga  | Liga  | Liga   | Copas Nacionales(1) | Copas Nacionales(1) | Copas Nacionales(1) | Torneos Internacionales(2) | Torneos Internacionales(2) | Torneos Internacionales(2) | Total | Total | Total  |
| Club | Div.                | Temporada           | Part. | Goles | Asist. | Part.               | Goles               | Asist.              | Part.                      | Goles                      | Asist.                     | Part. | Goles | Asist. |
| --- | ------------------- | ------------------- | ----- | ----- | ------ | ------------------- | ------------------- | ------------------- | -------------------------- | -------------------------- | -------------------------- | ----- | ----- | ------ |
| Vélez Sarsfield Argentina | 1.ª                 | 2003-04             | 17    | 1     | 3      | —                   | —                   | —                   | —                          | —                          | —                          | 17    | 1     | 3      |
| Vélez Sarsfield Argentina | 1.ª                 | 2004-05             | 20    | 1     | 1      | —                   | —                   | —                   | —                          | —                          | —                          | 20    | 1     | 1      |
| Vélez Sarsfield Argentina | 1.ª                 | 2006                | 3     | 0     | 0      | —                   | —                   | —                   | —                          | —                          | —                          | 3     | 0     | 0      |
| Vélez Sarsfield Argentina | 1.ª                 | 2008-09             | 24    | 3     | 7      | —                   | —                   | —                   | —                          | —                          | —                          | 24    | 3     | 7      |
| Vélez Sarsfield Argentina | 1.ª                 | 2009-10             | 22    | 2     | 2      | —                   | —                   | —                   | 12                         | 1                          | 2                          | 34    | 3     | 4      |
| Vélez Sarsfield Argentina | 1.ª                 | 2010-11             | 37    | 13    | 10     | —                   | —                   | —                   | 13                         | 3                          | 7                          | 50    | 16    | 17     |
| Vélez Sarsfield Argentina | 1.ª                 | 2011-12             | 24    | 6     | 3      | —                   | —                   | —                   | 16                         | 3                          | 3                          | 40    | 9     | 6      |
| Vélez Sarsfield Argentina | 1.ª                 | 2016-17             | 12    | 1     | 2      | —                   | —                   | —                   | —                          | —                          | —                          | 12    | 1     | 2      |
| Vélez Sarsfield Argentina | Total club          | Total club          | 165   | 27    | 26     | 0                   | 0                   | 0                   | 41                         | 7                          | 12                         | 206   | 34    | 40     |
| Argentinos Juniors Argentina | 1.ª                 | 2005-06             | 13    | 1     | 0      | —                   | —                   | —                   | —                          | —                          | —                          | 13    | 1     | 0      |
| Argentinos Juniors Argentina | Total club          | Total club          | 13    | 1     | 0      | 0                   | 0                   | 0                   | 0                          | 0                          | 0                          | 13    | 1     | 0      |
| Cúcuta Deportivo · Colombia | 1.ª                 | 2007                | 9     | 2     | 0      | —                   | —                   | —                   | 11                         | 4                          | 0                          | 20    | 6     | 0      |
| Cúcuta Deportivo · Colombia | Total club          | Total club          | 9     | 2     | 0      | 0                   | 0                   | 0                   | 11                         | 4                          | 0                          | 20    | 6     | 0      |
| AI-Shabab Arabia Saudita | 1.ª                 | 2008                | 19    | 3     | 3      | 7                   | 4                   | 0                   | —                          | —                          | —                          | 26    | 7     | 3      |
| AI-Shabab Arabia Saudita | Total club          | Total club          | 19    | 3     | 3      | 7                   | 4                   | 0                   | 0                          | 0                          | 0                          | 26    | 7     | 3      |
| SC Corinthians · Brasil | 1.ª                 | 2012                | 18    | 2     | 1      | —                   | —                   | —                   | 1                          | 0                          | 0                          | 19    | 2     | 1      |
| SC Corinthians · Brasil | Total club          | Total club          | 18    | 2     | 1      | 0                   | 0                   | 0                   | 1                          | 0                          | 0                          | 19    | 2     | 1      |
| Boca Juniors Argentina | 1.ª                 | 2013                | 12    | 1     | 0      | —                   | —                   | —                   | 9                          | 1                          | 0                          | 21    | 2     | 0      |
| Boca Juniors Argentina | 1.ª                 | 2013-14             | 30    | 3     | 6      | —                   | —                   | —                   | —                          | —                          | —                          | 30    | 3     | 6      |
| Boca Juniors Argentina | 1.ª                 | 2014                | 9     | 3     | 0      | 1                   | 0                   | 0                   | 5                          | 0                          | 0                          | 15    | 3     | 0      |
| Boca Juniors Argentina | 1.ª                 | 2015                | 7     | 2     | 2      | —                   | —                   | —                   | 5                          | 2                          | 2                          | 12    | 4     | 4      |
| Boca Juniors Argentina | Total club          | Total club          | 58    | 9     | 8      | 1                   | 0                   | 0                   | 19                         | 3                          | 2                          | 78    | 12    | 10     |
| Real Salt Lake Estados Unidos | 1.ª                 | 2015                | 8     | 1     | 2      | —                   | —                   | —                   | 4                          | 1                          | 0                          | 12    | 2     | 2      |
| Real Salt Lake Estados Unidos | 1.ª                 | 2016                | 33    | 7     | 2      | 2                   | 1                   | 0                   | 4                          | 1                          | 0                          | 39    | 9     | 2      |
| Real Salt Lake Estados Unidos | Total club          | Total club          | 41    | 8     | 4      | 2                   | 1                   | 0                   | 8                          | 2                          | 0                          | 51    | 11    | 4      |
| Independiente Argentina | 1.ª                 | 2017-18             | 9     | 1     | 1      | 1                   | 0                   | 0                   | 4                          | 1                          | 0                          | 14    | 1     | 1      |
| Independiente Argentina | Total club          | Total club          | 9     | 1     | 1      | 1                   | 0                   | 0                   | 4                          | 1                          | 0                          | 14    | 1     | 1      |
| Agropecuario Argentina | 2.ª                 | 2018-19             | 8     | 0     | 0      | —                   | —                   | —                   | —                          | —                          | —                          | 8     | 0     | 0      |
| Agropecuario Argentina | Total club          | Total club          | 8     | 0     | 0      | 0                   | 0                   | 0                   | 0                          | 0                          | 0                          | 8     | 0     | 0      |
| Club Almagro Argentina | 2.ª                 | 2018-19             | 14    | 6     | 0      | 1                   | 0                   | 0                   | —                          | —                          | —                          | 15    | 6     | 0      |
| Club Almagro Argentina | 2.ª                 | 2019-20             | 20    | 3     | 0      | 3                   | 1                   | 0                   | —                          | —                          | —                          | 23    | 4     | 0      |
| Club Almagro Argentina | 2.ª                 | 2020-21             | 23    | 1     | 1      | —                   | —                   | —                   | —                          | —                          | —                          | 23    | 1     | 1      |
| Club Almagro Argentina | Total club          | Total club          | 57    | 10    | 1      | 4                   | 1                   | 0                   | 0                          | 0                          | 0                          | 61    | 11    | 1      |
| Almirante Brown Argentina | 2.ª                 | 2022                | 5     | 0     | 0      | —                   | —                   | —                   | —                          | —                          | —                          | 5     | 0     | 0      |
| Almirante Brown Argentina | Total club          | Total club          | 5     | 0     | 0      | 0                   | 0                   | 0                   | 0                          | 0                          | 0                          | 5     | 0     | 0      |
| Total en su carrera | Total en su carrera | Total en su carrera | 402   | 61    | 42     | 14                  | 6                   | 0                   | 84                         | 17                         | 14                         | 501   | 85    | 56     |
| (1) Incluye Copa Argentina y US Open Cup. (2) Incluye Copa Libertadores, Copa Sudamericana, CONCACAF Liga de Campeones y Mundial de Clubes. (3) Media de goles por encuentro. No incluye goles en partidos amistosos. |                     |                     |       |       |        |                     |                     |                     |                            |                            |                            |       |       |        |

## Palmarés

### Campeonatos nacionales
| Título           | Equipo               | País      | Año    |
| ---------------- | -------------------- | --------- | ------ |
| Primera División | C.A. Vélez Sarsfield | Argentina | C-2005 |
| Primera División | C.A. Vélez Sarsfield | Argentina | C-2009 |
| Primera División | C.A. Vélez Sarsfield | Argentina | C-2011 |
| Primera División | C.A. Boca Juniors    | Argentina | 2015   |

### Campeonatos internacionales
| Título                     | Equipo        | Sede           | Año  |
| -------------------------- | ------------- | -------------- | ---- |
| Copa Mundial de Clubes     | Corinthians   | Japón          | 2012 |
| Copa Sudamericana          | Independiente | Río de Janeiro | 2017 |
| Copa J.League-Sudamericana | Independiente | Osaka          | 2018 |

### Distinciones individuales
| Distinción                                       | Año  |
| ------------------------------------------------ | ---- |
| Olimpia de Plata al Futbolista Argentino del Año | 2010 |